# 那覇市立泊小学校
那覇市立泊小学校（なはしりつ とまりしょうがっこう）は、沖縄県那覇市泊2丁目にある公立小学校。

## 沿革
- 1881年（明治14年）6月16日 - 教倫小学校開校。
- 1888年（明治21年）
  - 1月 - 泊尋常小学校と改称。
  - 11月 - 那覇尋常高等小学校泊分校と改称。
- 1899年（明治32年）1月4日 - 泊尋常小学校として独立。
- 1913年（大正2年） - 校歌制定。
- 1930年（昭和5年） - 鉄筋コンクリート校舎建設竣工。
- 1941年（昭和16年）4月1日 - 国民学校令により、泊国民学校と改称。
- 1945年（昭和20年） - 太平洋戦争の沖縄戦により、校舎が米軍に占領され、学校は休校状態となる[1]。
- 1958年（昭和33年）
  - 3月6日 - 新校舎ブロック建て2教室竣工。
  - 4月1日 - 大道小学校、壺屋小学校より分離し、泊小学校が独立（事実上の再開）。
- 1965年（昭和40年）4月27日 - 完全給食開始。
- 1966年（昭和41年）12月19日 - 特殊学級設置。
- 1968年（昭和43年）10月19日 - 創立87周年・戦後開校10周年記念式典挙行。
- 1972年（昭和47年）7月10日 - 新設のプール開き。
- 1975年（昭和50年）10月17日 - 校内テレビ放送開始。
- 1977年（昭和52年）3月31日 - 体育館竣工。
- 1979年（昭和54年）7月17日 - 校舎改築地鎮祭挙行。
- 1980年（昭和55年）4月26日 - 新校舎竣工し、教室引越し。
- 1981年（昭和56年）
  - 3月 - 校舎（保健室・特殊学級）竣工。
  - 5月8日 - ホルトの木とユーカリを各5本植樹。
  - 6月20日 - 運動場整地。
  - 12月6日 - 創立100周年記念式典並びに新校舎落成祝賀式を拳行。
- 1982年（昭和57年）
  - 2月13日 - 100周年記念砕除幕式と校旗贈呈式を挙行。
  - 2月18日 - 那覇北ライオンズクラブより、桜苗木45本植樹。
  - 12月 - 運動場遊具設置（PTA）。
- 1983年（昭和58年）
  - 2月 - 那覇市教育委員会より、運桜5本植樹。
  - 3月 - 那覇北ライオンズクラブより、桜苗木33本植樹。
- 1984年（昭和59年）3月 - 愛知県岡崎市岩津小学校と姉妹校を結ぶ。
- 1986年（昭和61年）
  - 6月6日 - 移動花壇設置。
  - 10月1日 - 体育倉庫完成。
- 1991年（平成3年）
  - 11月16日 - 創立110周年記念式典挙行し、祝賀会開催。
  - 12月6日 - 110周年記念として、29インチカラーテレビ32台が寄贈される。
- 1992年（平成4年）
  - 6月12日 - 110周年記念として、ピラミッド花壇完成。
  - 6月22日 - 110周年記念として、パーランクー180個、中太鼓10個寄贈。
  - 10月13日 - 110周年記念として、土づくり小屋完成。
- 1994年（平成6年）
  - 8月18日 - 特別教室解体作業開始。
  - 10月6日 - 給食室解体開始。
- 1995年（平成7年）
  - 3月30日 - 特別教室・給食室竣工、運動場トイレ竣工。
  - 10月16日 - テント棚設置。
  - 11月1日 - 学校機械警備実施
- 1996年（平成8年）
  - 7月21日 - PTA作業により、「遊具ペンキ塗り・砂場つくり・土づくり」が行われた。
- 1996年（平成8年）
  - 8月2日 - プールフェンス工事及び運動場整備。
  - 8月21日 - 職員作業により、「図書館資料センター及び相談室」が造られる。
- 1997年（平成9年）9月30日 - コンピュータ教室設置（コンピュータ11台）。
- 1998年（平成10年）
  - 3月16日 - コンピュータ室にクーラー設置。
  - 3月23日 - 卒業生より、校章が寄贈される。
  - 4月3日 - 1階床張り替え工事。
- 1999年（平成11年）
  - 2月20日 - 図書館コンピュータ導入新装完了開館式挙行。
  - 12月22日 - 新装コンピュータ室オープニングセレモニー。
- 2000年（平成12年）
  - 2月10日 - 泊先覚顕彰会より、玄関前「陳列棚」が贈呈され、贈呈式挙行。
  - 10月21日 - 創立120周年期成会総会開催。
- 2001年（平成13年）
  - 5月28日 - 創立120周年記念事業として、体育館床面の研磨及びニス塗りのリフォーム完了。市教委によるプール底面の補修研磨作業完了。
  - 6月1日 - 創立120 周年記念式典挙行（児童の式典、祝賀・1校時:児童の式典、体育館・3～4校時:児童によるパレードは、雨天のため体育館で出し物を披露）。
  - 6月2日 - 来賓を招いて「創立120周年記念式典の部」、地域の方々などを招いて「祝賀会の部」をそれぞれ開催。
  - 7月23日 - 1･2階ワークスペースと3階図書室に冷水機、家庭科室に製氷器設置が寄贈される。
  - 8月14日 - この日から18日まで、120周年記念事業として、2～3階の傷んだ床面の張り替え作業を実施。
  - 8月30日 - 体育館管理棟屋上「とまり学童クラブ」設置に伴う電気工事を行う。
  - 12月8日 - 創立120周年記念事業期成会解散総会開催。
- 2002年（平成14年）
  - 3月20日 - 平成13年度（第44回）卒業式卒業記念品として、体育館用「演台」が寄贈される。
  - 7月31日 - クラブハウスにクーラー設置。.
- 2003年（平成15年）3月20日 - 平成14年度（第45回）卒業式が挙行され、卒業記念品としてプール｢時計｣が寄贈される。
- 2004年（平成16年）
  - 3月23日 - 平成15年度（第46回）卒業式が挙行され、卒業記念品として「大型掲示板」が寄贈される。
  - 9月2日 - 銘苅泊線開通に伴う信号機点灯式が行われる。
- 2005年（平成17年）
  - 3月23日 - 平成16年度(第47回)卒業式が挙行され、卒業記念品として｢テント｣と「パイプいす」が寄贈される。
  - 6月30日 - 泊っ子守り隊結成式。
  - 9月11日 - 緊急メール配信システム開始。
- 2006年（平成18年）
  - 3月23日 - 平成17年度(第48回)卒業式が挙行され、卒業記念品として｢テント｣と「非常メガホン」が寄贈される。
  - 4月7日 - この年度から2学期制導入。
  - 12月4日 - 校内緑化委員会記念植樹祭。
- 2007年（平成19年）
  - 3月9日 - 第49期卒業生によるタイムカプセル封印式と記念植樹が行われた（以降毎年行われる）。
  - 3月22日 - 平成18年度(第49回)卒業式が挙行され、卒業記念品として｢テント｣と「スリッパ30足」が寄贈される。・
  - 11月1日 - 運動場改修工事開始。
- 2008年（平成20年）
  - 3月17日 - 運動場改修工事が完成し、引き渡し式挙行。
  - 3月21日 - 平成19年度(第50回)卒業式が挙行され、卒業記念品として｢テント｣と「傘立て」などが寄贈される。
- 2009年（平成21年）
  - 3月24日 - 平成20年度(第51回)卒業式が挙行され、卒業記念品として｢テント｣が寄贈される。
  - 10月31日 - 泊小学校130周年・泊幼稚園50周年期成会総会開催。
- 2010年（平成22年）3月24日 - 平成21年度(第52回)卒業式が挙行され、卒業記念品として｢テント・傘立て｣が寄贈される。
- 2013年（平成25年）
  - 2月19日 - 幼小情報交換会開催。
  - 2月20日 - なかよし祭り開催。
  - 4月15日 - なかよし学級開き。
- 2014年（平成26年）2月27日 - 保護者を対象にしたネットモラル講習会開催。

## 学区
出典
- 那覇市
  - 字安里（66番地～69番地、72番地、73番地、91番地1号、95番地～112番地、122番地～138番地、147番地～164番地、170番地～172番地、174番地、491番地～521番地）
  - 字上之屋（47番地を除く。47番地は壺屋小学校の学区）
  - 上之屋1丁目（全域）
  - 泊1丁目（5番地～64番地9号）
  - 泊2丁目（4番地～105番地）
  - 泊3丁目（全域）
  - おもろまち1丁目（全域）
  - おもろまち2丁目（各全域）

## 進学先中学校
出典
- 那覇市立真和志中学校（字安里66番地～69番地、72番地、73番地、91番地1号、95番地～112番地、122番地～138番地、155番地～164番地(162番地除く・162番地は「那覇中学校」の学区)、170番地～172番地、174番地、491番地～521番地・おもろまち1丁目から通う児童の進学先）
- 那覇市立那覇中学校（字安里147番地～154番地、162番地・字上之屋・上之屋1丁目・泊・おもろまち2丁目から通う児童の進学先）

## 学校周辺
- 那覇市立泊こども園 - 同一建物内で、かつ進級前こども園のひとつ。
- 泊北公園
- 黄金森小公園
- 黄金森公園
- 那覇市立泊保育所 - 進学前保育所のひとつ。
- 泊郵便局
- 沖縄県道29号那覇北中城線
  - 国道58号線

## アクセス
- 路線バス「中之橋」バス停から、徒歩約290m・約5分。
  - 停車系統については、バス会社のホームページで確認するか、要問い合わせ。
- 沖縄都市モノレール沖縄都市モノレール線（ゆいレール）牧志駅（出口2）から、徒歩約1km・約15分。
  - なお、路線バス「崇元寺」バス停・ゆいレール美栄橋駅からも行けるが、上述のバス停・駅よりも距離が延びる。